# 曾陳易
曾陳易（1562年—1635年），字少鲁，號東陽，廣東廣州府番禺县人。明朝政治人物。

## 生平
萬曆二十六年（1598年）戊戌科進士，授江西新淦知縣。多善政，務簡易近民，自題其堂曰：易事難悦。嘗重新學宫，請恤驛遞疲困，例增餼銀。淦歲苦南北二米，乃酌糧數派編。矢心公慎，雖豪貴勢家無所規避。尋陞御史，淦民懷之，立祠祀焉。天启元年，復除江西道御史。二年（1625年），升太僕寺少卿。四年，爲大理寺右少卿，转左。五年升南京太仆寺卿管少卿事，七年免官閑住。